# Limnophila (Lasiomastix) tenuicornis
Limnophila (Lasiomastix) tenuicornis is een tweevleugelige uit de familie steltmuggen (Limoniidae). De soort komt voor in het Nearctisch gebied.